# 泰泗宁中心县
泰泗宁中心县，中国旧县名。
山东抗日根据地设。1939年泗水县以滋（阳）临（沂）公路为界，路北置泰泗宁中心县。1940年撤销，仍并入泗水县。 